# Руді Істенич
Руді Істенич (словен. Rudi Istenič, нар. 10 січня 1971, Кельн) — німецький і словенський футболіст, що грав на позиції півзахисника за низку німецьких клубних команд, а також національну збірну Словенії.

## Клубна кар'єра
Народився у німецькому Кельні у родині вихідців з Югославії. У дорослому футболі дебютував 1993 року виступами за команду клубу «Штрелен» з четвертого за силою дивізіону, в якій провів два сезони. 
1995 року отримав запрошення від представника Бундесліги, дюссельдорфської «Фортуни». Протягом наступних двох сезонів провів 45 матчів у найвищому німецькому дивізіоні, після чого команда вибула до Другої Бундесліга, в якій Істенич відіграв ще два сезони за дюссельдорфську команду.
Згодом з 2000 по 2002 рік грав у третьому за силою німецькому дивізіоні, провівши по одному сезону за «Юрдінген 05» і «Айнтрахт» (Брауншвейг), після чого опився ще одним рівнем нижче, у «Гессені», який на той час грав у четвертому дивізіоні.
Завершив професійну ігрову кар'єру у клубі «Баунаталь», також з четвертого дивізіону, за команду якого виступав протягом 2004—2005 років.

## Виступи за збірну
1997 року прийняв пропозицію захищати кольори національної збірної Словенії, країни походження своїх батьків. Протягом кар'єри у національній команді, яка тривала 4 роки, провів у її формі 17 матчів.
Був у заявці збірної на чемпіонаті Європи 2000 року у Бельгії та Нідерландах, де, утім, залишався резервним гравцем і на поле не виходив.